# 아나스타시야 파블류첸코바

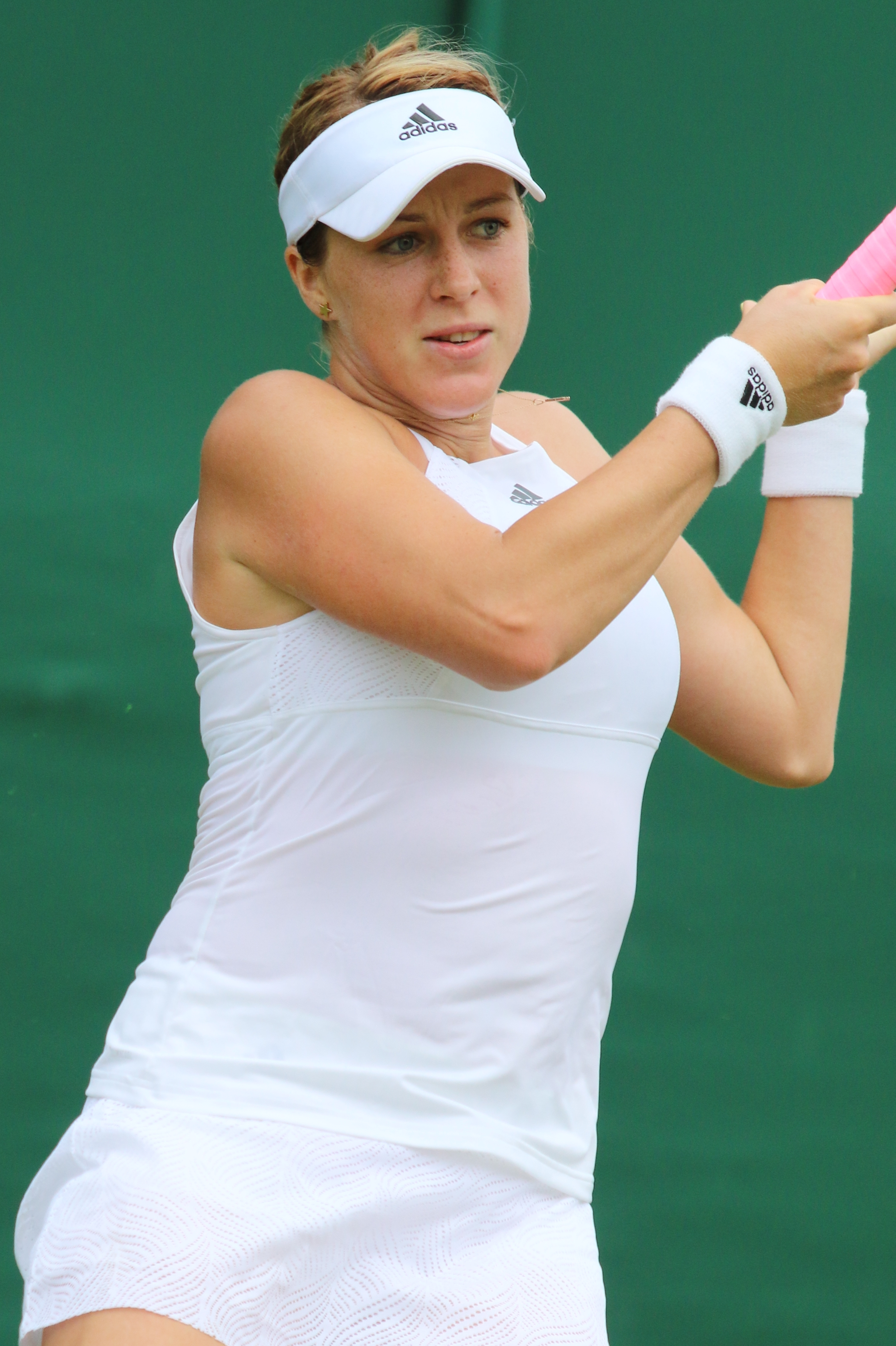
2017년 윔블던 선수권 대회에서의 파블류첸코바 선수

아나스타시야 세르게예브나 파블류첸코바(러시아어: Анастаси́я Серге́евна Павлюче́нкова, 1991년 7월 3일~)는 러시아의 프로 테니스 선수이다. 러시아 사마라 출신이다. 2005년에 프로로 전향했으며, 2011년에 세계 랭킹 13위, 2017년에 18위에 올랐다.